# Lloyd Werft Bremerhaven
Lloyd Werft Bremerhaven is een scheepswerf in Bremerhaven. De werf werd in 1857 opgericht door de Norddeutsche Lloyd. Tegenwoordig is het vooral een reparatie- en ombouwwerf.
Grote projecten waren de ombouw van de France tot de Norway in 1979/80 en de ombouw van de Queen Elizabeth 2 in 1986/87. In 2007 werd de Stena Britannica met 30 meter verlengd en de Stena Hollandica met 50 meter.